# Plan de paz de Elon
El Plan de Paz de Elon (también conocido como "El Camino Justo a la Paz" y "La Iniciativa de Israel") es un plan para resolver el conflicto israelí-palestino a través de los principios de rehabilitación de refugiados palestinos, soberanía israelí y cooperación estratégica con Jordania.
El plan fue propuesto originalmente en 2002 por el entonces ministro israelí del turismo, el rabino Binyamin Elon. Defiende la anexión formal de Cisjordania y Gaza por parte de Israel, convirtiéndose los palestinos en ciudadanos de Jordania, que se convertiría en un estado palestino, con su estatus final a ser negociado. Se desmantelarían los campos de refugiados palestinos y los refugiados palestinos serían absorbidos por completo en sus países de acogida. Elon y Moledet (el partido de Elon y el principal partidario de este plan) propusieron que "Israel, los Estados Unidos y la comunidad internacional asignen recursos para completar el intercambio de poblaciones que comenzó en 1948 y la plena rehabilitación de los refugiados y su absorción y naturalización en varios países".
Elon continuó promoviendo su plan, incluyendo una visita en 2004 a Jordania para este propósito, pero no consiguió ganar suficiente apoyo.
El cambiante clima político en Israel después de la guerra de Líbano en 2006 y la toma de control de la franja de Gaza por parte de Hamás, hizo que Elon retomara su plan en 2007 con una campaña de publicidad de un millón de dólares como "La Iniciativa Israelí - El camino correcto para la paz". Semejante en principio a su proposición original, esta nueva formulación renunció a la idea de un estado palestino siendo formado en Jordania. Mientras que Israel sigue anexando Cisjordania, propone que los palestinos se conviertan en ciudadanos de Jordania y residentes de Israel en lugar de ser reubicados (aunque también aboga por proporcionarles un incentivo financiero para salir por sí mismos). Esta idea se opone directamente a la dirección adoptada por el primer ministro Ehud Olmert y la coalición Kadima-Laboristas, que tiene como objetivo negociar con los palestinos con el objetivo final de establecer un estado palestino.
El caso presentado por los proponentes del plan es que Israel, los palestinos, Jordania y otros estados árabes moderados se beneficiarían de tal solución. Idealmente, Israel podría ver una fuerte caída en los ataques terroristas y la disipación de la amenaza demográfica. Millones de palestinos pasarían de refugiados a ciudadanos y se les darían nuevas oportunidades económicas y la abolición del Estado palestino impediría una amenaza extremista al Reino Hachemita de Jordania, mientras que el apoyo financiero internacional y una mayor cooperación con Israel proporcionaría crecimiento económico y oportunidades (que, en menor grado, se aplica a otros Estados árabes también).
En un ensayo titulado "The Yamin [right-wing] Israel Plan", Paul Eidelberg escribió que "Incluso si [los palestinos] fueran ciudadanos jordanos, como lo propone el plan Elon, por lo demás meritorio, es un deseo ilusorio pensar que ellos vivirán en paz con los judíos en Judea, Samaria y Gaza".